# Terc-butansulfinamid
Terc-butansulfinamid (systematický název 2-methyl-2-propansulfinamid) je organická sloučenina patřící mezi sulfinamidy, existující ve dvou enantiomerech. Tyto enantiomery se používají v asymetrické syntéze jako chirální pomocníci, často jsou chirálními ekvivalenty amoniaku při přípravě aminů. Možnosti jeho využití rozpracoval v roce 1997 vědecký tým, který vedl Jonathan A. Ellman.

## Výroba
Čisté enantiomery terc-butansulfinamidu se vyrábějí enantioselektivní oxidací di-terc-butyldisulfidu na thiosulfinát, který následně reaguje s amidem lithným, což způsobí rozštěpení disulfidových vazeb. V původní reakci byl chirální ligand použitý společně s vanadylacetylacetonátem připraven kondenzací chirálního aminoindanolu s 3,5-di-terc-butylsalicylaldehydem.
| Výroba terc-butansulfinamidu |
| Výroba terc-butansulfinamidu |

## Reakce
Kondenzací terc-butansulfinamidu s aldehydy a ketony vznikají odpovídající N-terc-butansulfinylové aldiminy a ketiminy. Oproti ostatním iminům jsou tyto látky odolnější vůči hydrolýze, ale lépe reagují s nukleofily. Nukleofil se diastereoselektivně elektrofilně aduje na imin, přičemž terc-butansulfinyl funguje jako chránicí skupina, tu lze odstranit pomocí kyseliny chlorovodíkové za vzniku chirální soli aminu (při použití aldehydu) nebo iminu (při použití ketonu).
| Syntéza chirálního aminu z terc-butansulfinamidu |
| Syntéza chirálního aminu z terc-butansulfinamidu |

Jako nukleofily se zde obvykle používají Grignardova činidla, enoláty a organické sloučeniny lithia nebo zinku.
K syntéze chirálních aminů lze také použít chirální sulfiniminy.

## Použití
Terc-butansulfinamid se používá jako chirální pomocník při asymetrické výrobě cetirizinu; výchozími látkami jsou p-chlorbenzaldehyd a fenylmagnesiumbromid:
| Asymmtrická syntéza cetirizinu |
| Asymetrická syntéza cetirizinu |